# 8398 Руббіа
8398 Руббіа (8398 Rubbia) — астероїд головного поясу, відкритий 12 грудня 1993 року.
Тіссеранів параметр щодо Юпітера — 3,552.
Названо на честь італійського фізика Руббіа Карло (нар. 1934)